# Chrysobliastes olivaceus
Chrysobliastes olivaceus är en insektsart som först beskrevs av Andrew Nelson Caudell 1918.  Chrysobliastes olivaceus ingår i släktet Chrysobliastes och familjen vårtbitare. Inga underarter finns listade i Catalogue of Life.